# Aphonopelma crinitum
Aphonopelma crinitum is een spinnensoort uit de familie van de vogelspinnen (Theraphosidae).
De wetenschappelijke naam van de soort werd in 1901 als Dugesiella crinita gepubliceerd door Reginald Innes Pocock.